# Asociación de Compatriotas Alemanes de los Sudetes

Bandera de los Sudetes, utilizada por la asociación

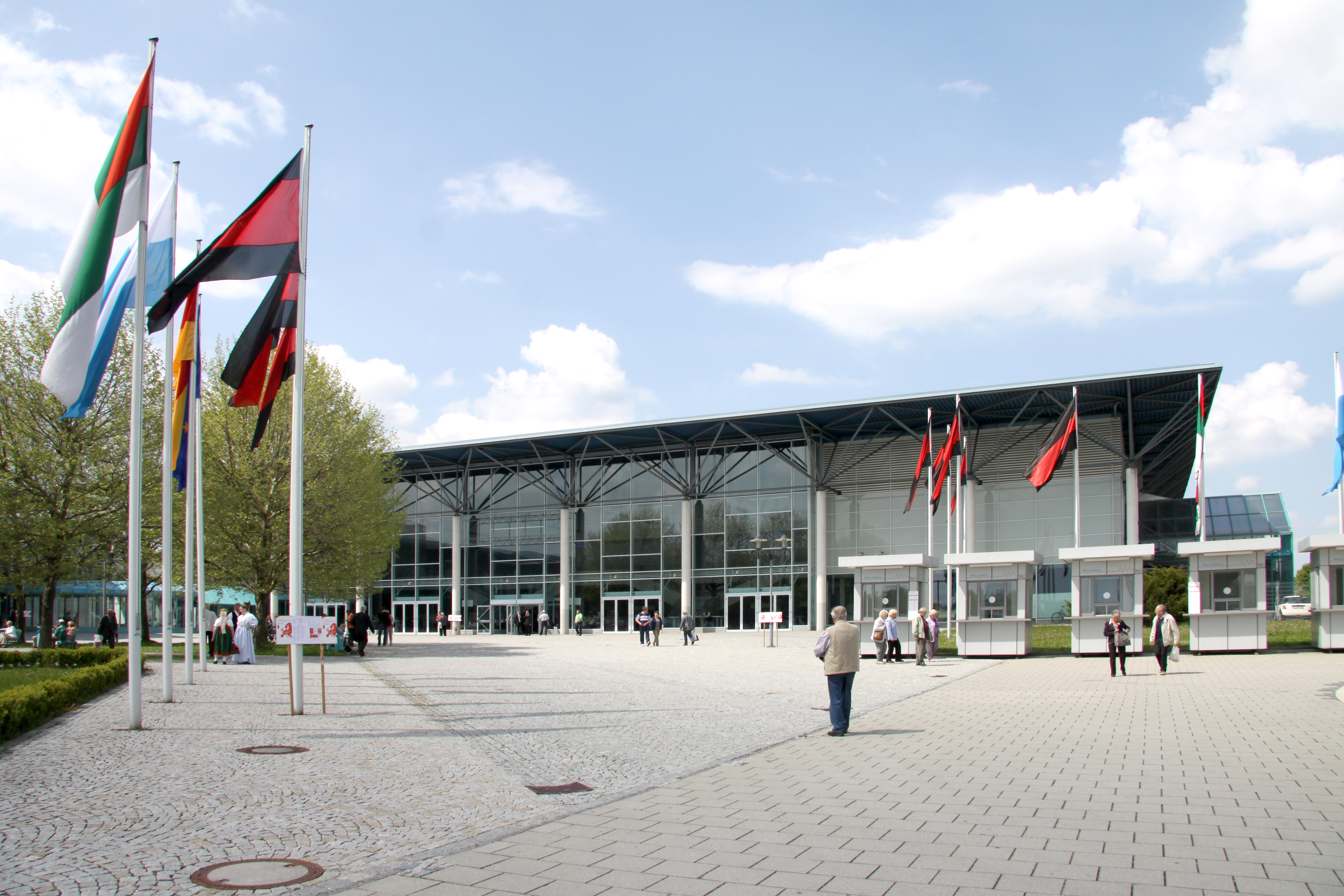
Convención tradicional de refugiados alemanes de los Sudetes, en Augsburgo, año 2010

La Asociación de Compatriotas Alemanes de los Sudetes (Alemán: Sudetendeutsche Landsmannschaft) es una organización que representa a los expulsados y refugiados alemanes de los Sudetes en Checoslovaquia. La mayoría de ellos fueron expulsados por la fuerza y deportados a las zonas ocupadas en Alemania por los aliados, que más tarde formarían la Alemania Occidental, desde sus tierras natales en Checoslovaquia durante la expulsión de los alemanes después de la Segunda Guerra Mundial. 
Su carta constitutiva fue firmada en Stuttgart en 1950 y comprometió a la organización a renunciar a la venganza y a las represalias y a promover el acuerdo europeo. La organización trató de frenar el ingreso de la actual República Checa en la Unión Europea exigiendo la completa revocación de los Decretos de Beneš que establecían la expulsión de los alemanes de Checoslovaquia después de la guerra y los declaraba ilegales. 
La asociación tiene actualmente su sede en Múnich, Baviera. Su presidente es Bernd Posselt. Es miembro de la Federación de Expulsados (Bund der Vertriebenen, BdV). Desde Pentecostés de 1950, ha organizado tradicionalmente una convención, el "Sudetendeutscher Tag" (día del alemán de los Sudetes), que se celebra principalmente en el sur de Alemania, en Augsburgo o Núremberg. Desde sus inicios en 1950 la Asociación de Compatriotas ya se había comprometido a rechazar cualquier forma de violencia y venganza.
Hay críticos que señalan que ella solamente representa a una pequeña parte de los alemanes de los Sudetes. [cita requerida].